# Xinzhuang
Xinzhuang (chinesisch 新莊區, Pinyin Xīnzhuāng Qū, Pe̍h-ōe-jī Sin-chng Khu) ist ein Bezirk der Stadt Neu-Taipeh im Norden Taiwans, Republik China. Auf einer Fläche von 19,74 km² lebten im November 2013 409.629 Menschen. Damit war Xinzhuang der Bezirk mit der drittgrößten Bevölkerung in Neu-Taipeh und gehörte zugleich zu den Stadtbezirken mit der höchsten Bevölkerungsdichte. Bis zur Gründung der Stadt Neu-Taipeh war Xinzhuang eine unabhängige Stadt des Landkreises Taipeh.

## Lage und Bedeutung

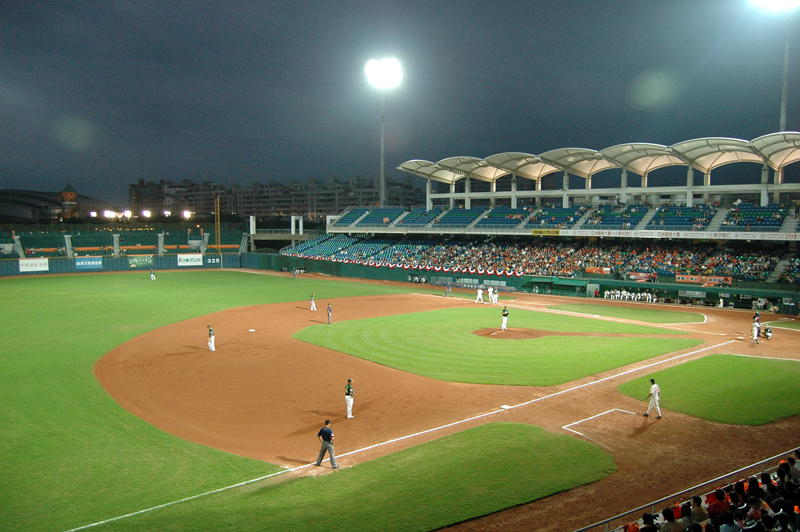
Im Baseball-Stadion von Xinzhuang

Der am Dahan-Fluss, einem bedeutenden Nebenfluss des Tamsui-Flusses gelegene Bezirk grenzt im Norden an die Nachbarbezirke Taishan und Wugu, im Osten an den Bezirk Sanchong, im Süden an die Bezirke Banqiao und Shulin sowie im Westen an die Stadt Taoyuan.
Der Bezirk ist an das U-Bahn-Netz von Taipeh angebunden und beherbergt die Katholische Fu-Jen-Universität.
Im Bezirk liegt das Xinzhuang-Baseball-Stadion.
Dank seiner günstigen Lage am Dahan-Fluss mit seiner Anbindung an den regen Schiffsverkehr auf dem Tamsui-Fluss blühten in Xinzhuang seit dem 18. Jahrhundert Handel und Gewerbe und der Ort wurde zu einer Keimzelle der sich entwickelnden Großstadt Taipeh. Die nachlassende Bedeutung des Tamsui als Wasserstraße und der Bau einer Eisenbahnlinie im Nachbarort Banqiao führten zu Beginn der japanischen Herrschaft über Taiwan zu einer vorübergehenden Schwächung der wirtschaftlichen Bedeutung Xinzhuangs. Im Zuge der Industrialisierung Taiwans siedelten sich in Xinzhuang Unternehmen an, die landwirtschaftliche Produkte aus den umliegenden Orten industriell verarbeiteten, gleichzeitig profitierte der Ort vom schnellen Wachstum der Metropole Taipeh, so dass Xinzhuang heute wieder zu den wirtschaftlich bedeutendsten Bezirken im Großraum Taipeh gehört.